# Klooster Gomirje

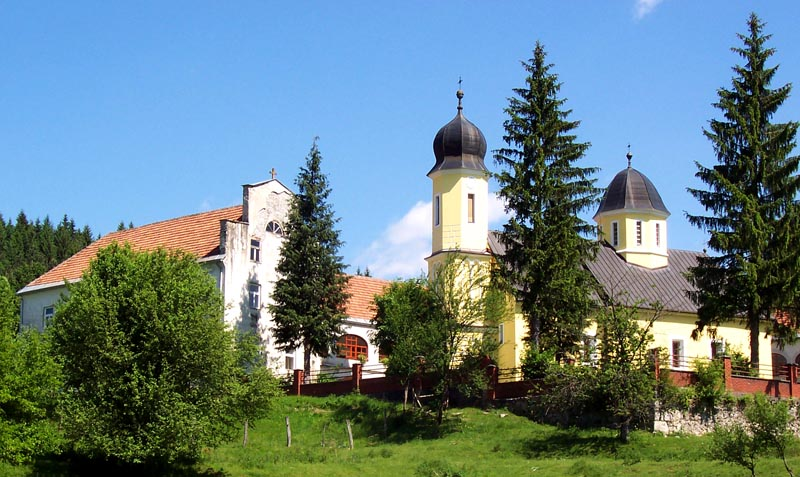
Klooster Gomirje

Het Klooster Gomirje (Servisch: Манастир Гомирје, Manastir Gomirje) is een Servisch-orthodox klooster in de buurt van het dorp Gomirje bij de stad Ogulin in Kroatië. Het klooster zou gebouwd zijn rond 1600. 